# Ivan Uhliarik
Ivan Uhliarik, né le 3 juin 1968 à Námestovo, est un médecin et homme politique slovaque, membre du Mouvement chrétien-démocrate.
Le 9 juillet 2010, il est nommé ministre de la Santé dans le gouvernement Radičová.

## Biographie
Il a étudié la médecine à l'université Charles de Prague, et commencé à travailler en 1993 à Skalica, en Slovaquie. 
Trois ans plus tard, il commence à travailler pour le laboratoire Pfizer, puis il est recruté, en 2003, par les laboratoires Ozone, dont il est directeur général pour la République tchèque et la Slovaquie. Il adhère au KDH en 2006, et en devient vice-président pour la Santé et la Protection des consommateurs en 2009. Élu député au Conseil national aux élections législatives de 2010, il est nommé, le 8 juillet suivant, ministre de la Santé dans la coalition de centre droit d'Iveta Radičová.
Il est remplacé, le 4 avril 2012, par Zuzana Zvolenská.